# Иван Трифонов
Иван Трифонов Марковски е български военен и деец на македоно-одринското освободително движение, костурски войвода.

## Биография
Роден е в село Бабчор, Костурско. Завършва Солунската българска мъжка гимназия, а по-късно и Военното училище в София. Участва като офицер от Българската армия в Първата световна война. След войната поддържа близки приятелски отношения с Илия Кушев и Петър Шанданов, като и тримата членуват във Военния съюз.
Включва се и легалната дейност на македонските бежанци в България. През 1923 година е избран за член на управителното тяло на Македонския младежки съюз. Живее и работи в Дупница, като е близък с Таско Стоилков. В 1929 и 1931 година е избран в Националния комитет на македонските братства.